# El Níspero
El Níspero (uit het Spaans: "De vrucht van de massaranduba") is een gemeente (gemeentecode 1610) in het departement Santa Bárbara in Honduras.
In de buurt van het dorp stroomt de rivier Pajosa.

## Bevolking
De bevolking is als volgt verdeeld:
| Vrouwen | 4154 | 48,4% |
| Mannen  | 4426 | 51,6% |

## Dorpen
De gemeente bestaat uit zeven dorpen (aldea), waarvan het grootste qua inwoneraantal: El Níspero (code 161001).